# W74 (核砲弾)
W74はアメリカ合衆国が開発していた核砲弾。1973年に開発中止となった。

## 概要
アメリカ陸軍の155mm榴弾砲向けのものであり、W48核砲弾（1963年製造開始）を更新するものとして1969年よりロスアラモス国立研究所にて開発が開始された。弾頭は核物質にプルトニウムを用いたインプロージョン方式の核分裂弾頭であり、計画された核出力は約100t。
核分裂弾頭であることは、放射される中性子の量が少なく中性子弾頭などへの発展が困難であり、付随被害が大きくなりすぎ、戦術目的での運用に難があるとみなされた。また、砲弾1発当たりのコストが50万ドルにも達すると予測されたこともあり、1973年に開発が中止された。
これを受けて、1977年に開発を開始した後継の155mm核砲弾であるW82は核融合弾頭であり、中性子弾頭も考慮されていた。